# Бистрица (Грчка)
Бистрица (грчки - Αλιάκμονας, Алиакмонас, турски - İnce Karasu,Инџе Карасу) је најдужа река у Грчкој са укупном дужином од 322 km. Река је друга по дужини у историјској области Македонији, после реке Вардар дуге 388 km.
Бистрица извире на планини Грамос (Северни Пинд), у северозападној Грчкој на граници са Албанијом под именом Белица, затим тече ка југоистоку ка области Западна Македонија, прави велики завој и почиње да тече ка североистоку ка области Средишња Македонија, где се улива у Солунски залив Егејског мора у великој делти коју уз Бистрицу чине и реке: Караазмак (Лудиас) и Вардар (Аксиос).